# Gorillaz

Logovariante vom Album Gorillaz

Gorillaz ist eine virtuelle britische Band, die aus den vier Comicfiguren 2D (Leadgesang und Keyboard), Murdoc Niccals (E-Bass), Noodle (Leadgitarre und Hintergrundgesang) und Russel Hobbs (Schlagzeug und Perkussion) besteht. Sie wurde 1998 von Damon Albarn, dem Sänger der britischen Gruppe Blur, und Jamie Hewlett, dem Zeichner und Co-Autor des Comics Tank Girl, erschaffen.
Die Band wird nicht durch einen Kreis realer Personen repräsentiert, vielmehr arbeiten Albarn und Hewlett mit einer wechselnden Gruppe von Musikern und Produzenten zusammen, sodass es zu den einzelnen Band-Mitgliedern kein reales Alter Ego gibt. Die Comicfiguren sind mit Charaktereigenschaften und ausführlichen Biografien versehen, wenngleich sie im Gegensatz zu vielen anderen „fiktiven“ Musikgruppen (wie Alvin und die Chipmunks oder The Archies) ursprünglich nicht Gegenstand eines Comics, einer TV-Zeichentrickserie oder dergleichen waren.
Das im Frühjahr 2001 veröffentlichte Debütalbum Gorillaz verkaufte sich über sieben Millionen Mal und brachte der Band einen Eintrag im Guinness-Buch der Rekorde als „erfolgreichste virtuelle Band“. Mit dem Mitte 2005 veröffentlichten zweiten Album, Demon Days, erreichten die Gorillaz die Spitzenposition der britischen Charts, in Deutschland den zweiten Platz und den sechsten in den USA. Es verkaufte sich bis zum Jahr 2006 weltweit mehr als sechs Millionen Mal und gewann einen Grammy Award. Im Frühjahr 2010 stellte die Band mit Plastic Beach ihr drittes Studioalbum vor. Ende 2010 folgte mit The Fall das vierte Studioalbum. Nach einer fünfjährigen Schaffenspause erschien im April 2017 das fünfte Album Humanz, im Juni 2018 das sechste Album The Now Now und im Oktober 2020 das Album Song Machine – Season One: Strange Timez. Im Februar 2023 wurde das achte Studioalbum Cracker Island veröffentlicht.

## Geschichte

### Entstehung

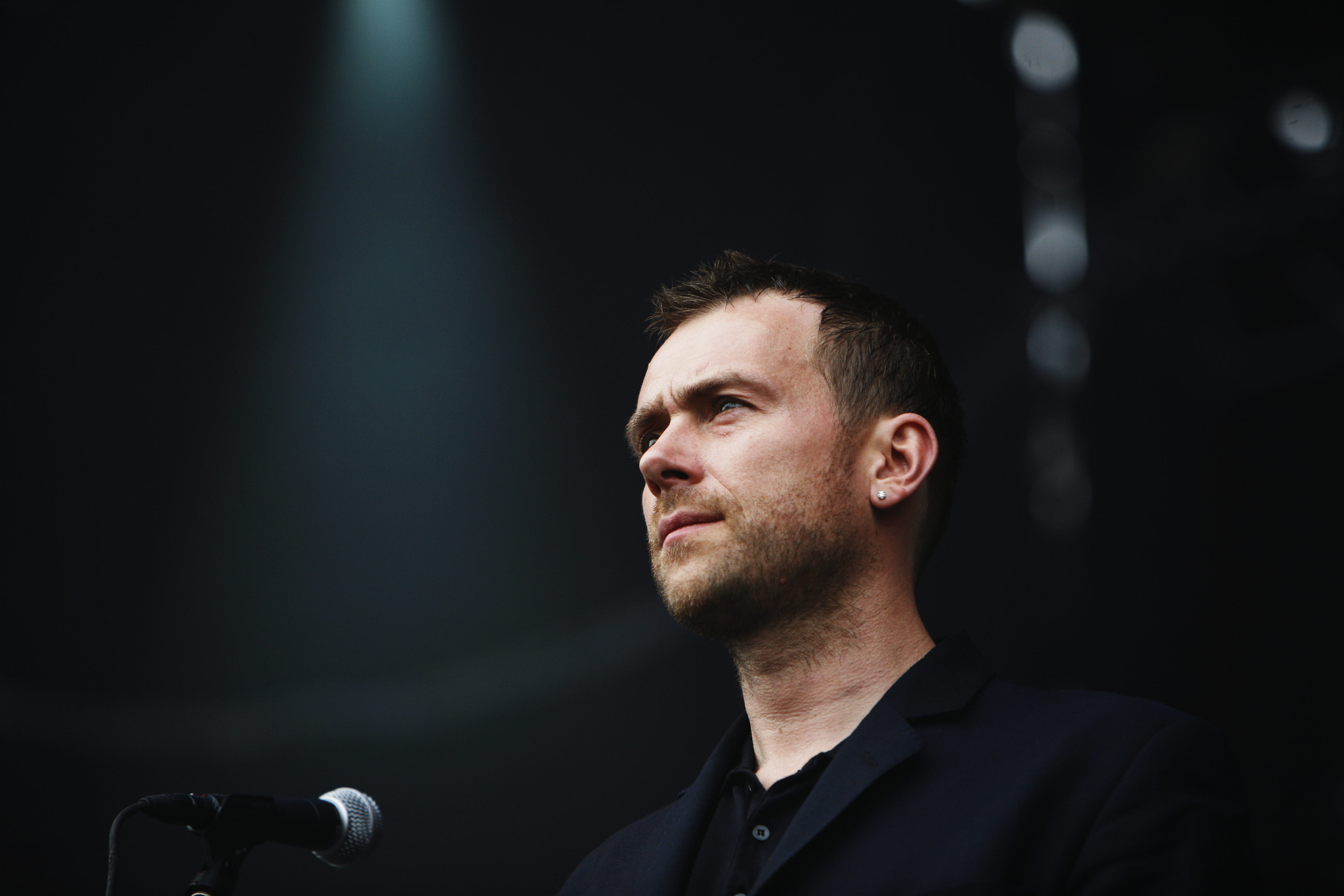
Damon Albarn, 2007

Damon Albarn und Jamie Hewlett kamen auf die Idee, eine virtuelle Pop-Band zu schaffen, als sie 1998 in ihrer Londoner Wohngemeinschaft Musikfernsehen schauten. Sie ärgerten sich gemeinsam darüber, dass die Künstler auf MTV austauschbar geworden waren. Hewlett beschrieb den Zeitpunkt in einem Interview später:

“… if you watch MTV for too long, it’s a bit like hell – there’s nothing of substance there. So we got this idea for a cartoon band, something that would be a comment on that.”

„… wenn du zu lange MTV schaust, ist es ein wenig wie die Hölle – dort gibt es nichts Substanzielles. So bekamen wir diese Idee mit der Cartoon-Band, die eine Kommentierung dessen wäre.“

Die Gruppe sollte sämtliche damals gängigen Klischees bedienen. Sie stellten sie aus vier Stereotypen zusammen, die Hewlett als Zeichentrickfiguren zu Papier brachte: einem Punk als Bandleader (2D), einem Altrocker am Bass (Murdoc), einer flippigen Asiatin an der Gitarre (Noodle) und einem gutmütigen Hünen am Schlagzeug (Russel). Albarn und Hewlett erkennen zusätzliches Potential in der ersponnenen Band: Sie können nach Belieben das Genre wechseln und dazu mit den unterschiedlichsten Gastmusikern arbeiten. Für die Bandmitglieder wurden ausführliche Biografien ausgearbeitet (siehe Besetzung und fiktive Bandgeschichte) und auf der Website der Band präsentiert, noch bevor die erste Musik veröffentlicht wurde.
Das erste Lied, das die Gorillaz aufnahmen, war Ghost Train. Es wurde später als B-Seite der Single Rock the House und auf der Kompilation G-Sides veröffentlicht. Die ersten Musiker hinter den Gorillaz waren Albarn, Del tha Funkee Homosapien und Dan the Automator; die drei hatten zuvor für Deltron 3030 am Song Time Keeps on Slipping zusammengearbeitet.

### Phase eins:Celebrity Takedown
Die erste Veröffentlichung der Gorillaz war die EP Tomorrow Comes Today aus dem Jahre 2000. Die erste Single, Clint Eastwood, kam am 5. März 2001 in die Läden. Noch im selben Monat folgte das erste Album, das den Namen der Band trägt. Hieraus wurden neben Clint Eastwood, das im selben Jahr im Werbespot des Opel Zafira verwendet wurde, die Singles 19–2000, Tomorrow Comes Today und Rock the House ausgekoppelt. Auf dem Debütalbum sind Miho Hatori, Del Tha Funkee Homosapien, Tina Weymouth und Ibrahim Ferrer zu hören. Es bescherte den Gorillaz schnell kommerziellen Erfolg. In den USA erreichte es mit mehr als einer Million verkauften Tonträgern Platin-Status, weltweit wurden über sieben Millionen Exemplare abgesetzt. Im Guinness-Buch der Rekorde wurden die Gorillaz daraufhin als „erfolgreichste virtuelle Band“ eingetragen. Ende 2001 erschien der Song 911, eine Zusammenarbeit mit der Rap-Formation D12 (ohne Eminem) und dem Sänger Terry Hall über die Terroranschläge am 11. September 2001. Der B-Seiten-Sampler G-Sides erschien am 12. Dezember 2001 zunächst in Japan und Anfang 2002 international.
Am 20. Februar 2002 traten die Gorillaz bei der Verleihung der BRIT Awards auf. Sie wurden als dreidimensionale Animationen auf vier großen Bildschirmen gezeigt und auf der Bühne von dem Rapper Phi Life Cypher begleitet. Die Band war für sechs der Auszeichnungen nominiert, darunter in den Kategorien Beste Britische Gruppe, Bestes Britisches Album und Bester Britischer Newcomer, verließ die Veranstaltung aber mit leeren Händen.
Im Juni 2002 erschien das Remixalbum Laika Come Home mit Neubearbeitungen der Gorillaz-Werke durch die Spacemonkeyz. Die nachfolgende Single Lil’ Dub Chefin’ enthielt ein Spacemonkeyz-Stück mit dem Titel Spacemonkeyz Theme. Im November des Jahres kam die DVD Phase One: Celebrity Take Down auf den Markt, eine Zusammenstellung von Materialien im Zusammenhang mit dem ersten Album, beispielsweise die Storyboards und Animatics zu den Musikvideos der fünf bisherigen Singles.

### Phase zwei:Slowboat to Hades

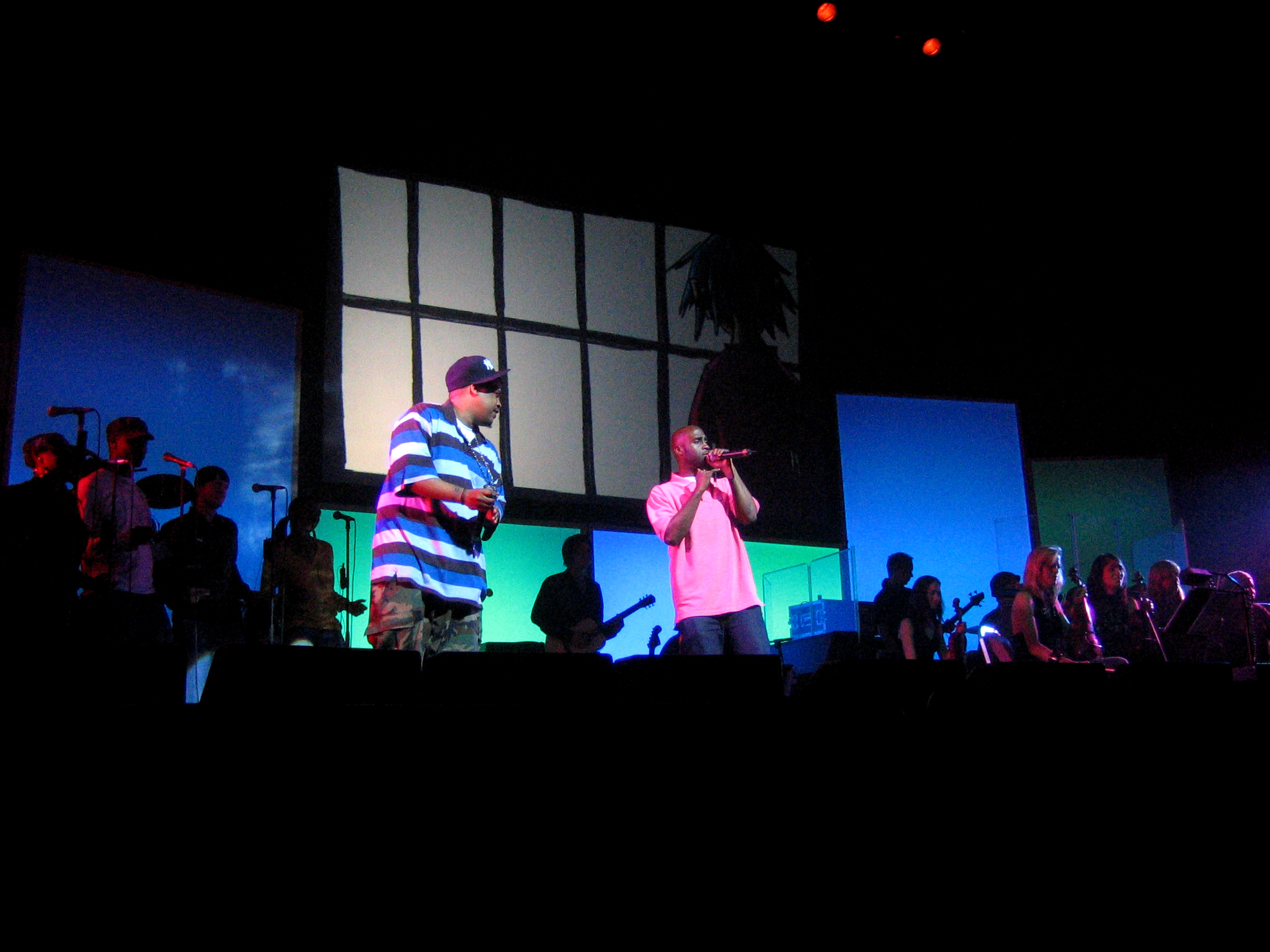
De La Soul führen mit den Gorillaz auf einem Konzert in Manchester im November 2005 Feel Good Inc. auf.

Ende 2004 kündigten die Gorillaz auf ihrer Website ein neues Album an und zeigten vorab das Video zum Song Rock It online. Ein Talentwettbewerb unter dem Titel Search for a Star stellte dem Gewinner eine Kollaboration mit den Gorillaz in Aussicht. Unter dem Namen Reject False Icons wurde ein virales Marketingprojekt ins Leben gerufen, das die Ikonisierung in der Popkultur kritisierte. Als erste Single aus dem neuen Album wurde Feel Good Inc. veröffentlicht, in Japan als EP, als Single-CD in Europa, Amerika und Australien. In Großbritannien, dem Heimatland der Gorillaz, stieg die Single bis auf Platz 2 der Singlecharts, in Deutschland erreichte sie Platz 8, in den USA Platz 14. Sie war für den Grammy Award 2006 in drei Kategorien, darunter Single des Jahres, nominiert und gewann den Preis in der Kategorie Beste Zusammenarbeit mit Gesang – Pop.
Das Album Demon Days, produziert von DJ Danger Mouse, kam im Mai 2005 auf den Markt. Musikalische Unterstützung kommt von De La Soul, Neneh Cherry, Martina Topley-Bird, Roots Manuva, MF Doom, Ike Turner, Bootie Brown von The Pharcyde, Shaun Ryder und Dennis Hopper sowie dem London Community Gospel Choir und dem Children’s Choir of San Fernandez. In Großbritannien war das Album bereits in der ersten Woche nach Veröffentlichung das meistverkaufte Album, in Deutschland kletterte es bis auf Rang 2 und in den USA auf Rang 8. Bis zum Jahr 2006 verkaufte es sich weltweit mehr als sechs Millionen Mal. Als weitere Singles wurden Dare, Dirty Harry und Kids with Guns/El Mañana ausgekoppelt, die in Deutschland und Großbritannien allesamt Chartplatzierungen erreichten.
Am 3. November 2005 traten die Gorillaz bei den MTV Europe Music Awards 2005 live auf. Mithilfe des Musion Eyeliner Systems wurden dreidimensionale computergenerierte Hologramme der Bandmitglieder auf die Bühne projiziert. Es war das erste Mal überhaupt, dass Hologramme auf einer Bühne auftraten. Ebenfalls als Hologramme eröffneten die Gorillaz die Show zur Vergabe der Grammy Awards 2006 am 8. Februar 2006. Zusammen mit De La Soul und Madonna spielten sie ein Medley aus Feel Good Inc. und Madonnas Hit Hung up. Dabei standen die Hologramme und die Künstler aus Fleisch und Blut gemeinsam auf einer Bühne. Für 2007 bis 2008 war eine Hologramm-Live-Tour der Gorillaz geplant. Das Vorhaben wurde jedoch aufgrund technischer Schwierigkeiten und wegen der hohen Kosten verworfen.
Im Oktober 2006 wurden die DVD Phase Two: Slowboat to Hades und kurz darauf die offizielle Biografie Rise of the Ogre veröffentlicht. Slowboat to Hades stellt, nach dem Vorbild der Vorgänger-DVD Celebrity Takedown, Materialien zum Album Demon Days und den daraus entnommenen Singles zusammen, enthält aber auch Aufzeichnungen der Auftritte bei den MTV Europe Music Awards und den Grammys. Rise of the Ogre stellt auf rund 300 reichhaltig illustrierten Buchseiten die Lebensläufe der vier Bandmitglieder 2D, Murdoc, Noodle und Russel vor. Im Februar 2008 wurde der dokumentarische Film Bananaz auf der Berlinale erstmals gezeigt. Er beleuchtet sowohl die fiktiven Figuren als auch realen Personen, die dahinter stehen.

### Phase drei:Escape to Plastic Beach

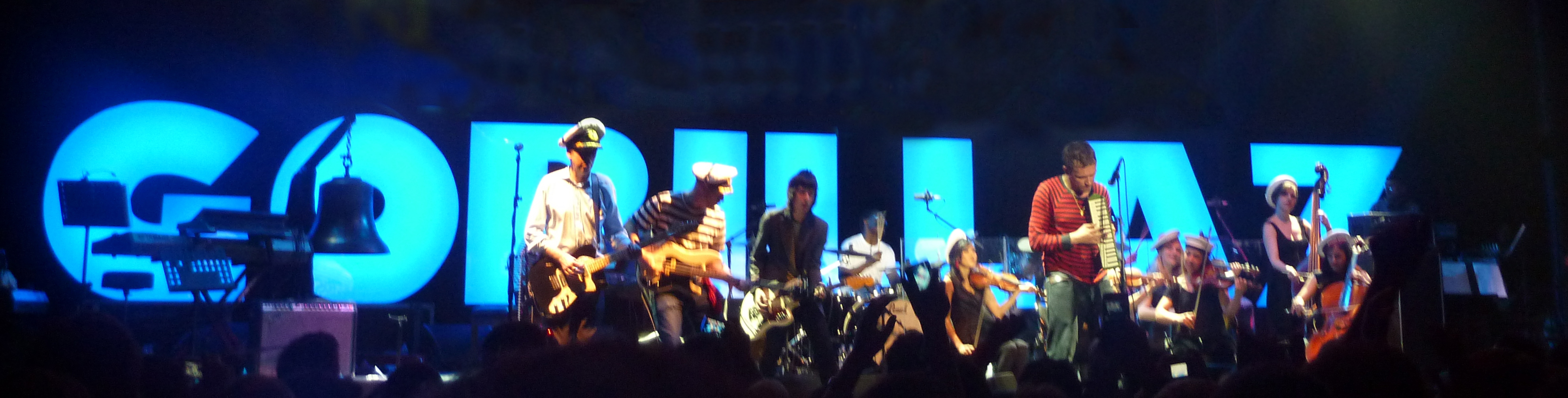
Bühnenshow der Gorillaz 2010

Über längere Zeit arbeiteten Damon und Hewlett an einem neuen Gorillaz-Vorhaben unter dem Arbeitstitel Carousel, ohne dass definiert war, welche Gestalt es annehmen sollte. Angedacht waren narrative Film- und Bühnenformen, letztlich entwickelte sich daraus Plastic Beach, das dritte Studioalbum der Gorillaz. Es wurde im März 2010, knapp fünf Jahre nach Demon Days veröffentlicht; vorab war im Januar 2010 die Single Stylo erschienen. Auf dem Album sind mit Snoop Dogg, Lou Reed, De La Soul, Bobby Womack, Mark E. Smith von The Fall, Gruff Rhys von Super Furry Animals sowie Mick Jones und Paul Simonon von The Clash wieder eine Reihe namhafter Künstler vertreten. Plastic Beach erreichte jeweils Platz 2 in den britischen und US-amerikanischen sowie Platz 3 in den deutschen Albumcharts (Stand: April 2010). Am 5. Oktober 2010 enthüllte die Band online vorab ihren neusten Song Doncamatic, welcher am 22. November im Vereinigten Königreich und kurz darauf in Deutschland erschienen ist.
Das vierte Album, The Fall, wurde in einer Zeit von 32 Tagen während der Gorillaz North American Tour 2010 aufgenommen und am 25. Dezember 2010 vorgestellt. Die einzelnen Titel von The Fall sind Städten der Tour gewidmet, in denen sie aufgenommen wurden. Es handelt sich bei den Aufnahmen nicht um Livemitschnitte, sondern um Titel, die (wie es die Abbildung auf dem Cover zeigt) überwiegend in Hotelzimmern aufgenommen wurden. Zunächst war es Mitgliedern des offiziellen Fanclubs Sub Division als kostenloser Download nutzbar, von anderen konnte es, ebenfalls ohne Bezahlung, online angehört werden. Am 15. April 2011 erschien es dann als reguläres Album der Band im Handel. Erstmals schaffte ein Gorillaz-Album nicht den Sprung in die Top 10 der britischen Charts, was laut Damon Albarn kein Wunder sei, da man The Fall vier Monate lang als kostenlosen Download angeboten habe. Die Idee, so Albarn, sei eine völlig andere gewesen. So werde man im Sommer 2011 eine iPad-App – basierend auf den KORG iElectribe – auf den Markt bringen mit Loops und Samples aus dem vierten Album, damit jeder User so seine eigene Version der Songs erstellen kann. Das Projekt stehe, so Albarn, unter der Leitung des Gorillaz-Toningenieurs Stephen Sedgwick und der Firma Korg.

## Besetzung und fiktive Bandgeschichte

### Nicht-virtuelle Mitglieder
- Damon Albarn – Gesang, Instrumente, Produktion, Songwriting
- Jamie Hewlett – Illustrationen, Songwriting, Spezialeffekte, Videoregisseur
- Remi Kabaka Jr. – Drumcomputer, Perkussion, Produktion

### Virtuelle Mitglieder
Das Folgende ist hauptsächlich aus der Biographie Rise of the Ogre entnommen und enthält nur fiktive Informationen:
- Murdoc Faust Niccals (* 6. Juni 1966 in Stoke-on-Trent, England als Murdoc Alphonce Niccals) ist der Bassspieler und Gründer der Band. Schon früh in seiner Kindheit zeigte er sich fasziniert vom Satanismus sowie dessen Vertretern Aleister Crowley und Anton LaVey. Seine größten musikalischen Einflüsse waren Black Sabbath und The Clash. Nach mehreren erfolglosen Versuchen, eine Band zu gründen, fuhr er eines Tages 2D bei einem Überfall auf das Orgelgeschäft, in dem dieser arbeitete, mit seinem Auto um und versetzte ihn damit in einen katatonischen Zustand. Zur Betreuung des pflegebedürftigen 2D verurteilt, verursachte Murdoc kurze Zeit später einen weiteren Autounfall, der 2Ds Bewusstsein zurückbrachte. Mit der Zuversicht, eine erfolgreiche Band zu gründen, erwarb Murdoc über das Internet ein mit einer schaurigen Vergangenheit behaftetes Gebäude auf einer Hügelspitze in Essex, in dem er die Kong Studios, Gorillaz’ Aufnahmestudio, einrichtete.

- Stuart Harold „2D“ Pot (* 23. Mai 1978 in Hertfordshire, England) ist der Sänger der Band. Er ist ein großer Fan von Zombiefilmen wie Zombie und zählt The Jam, The Clash, Wire und die Buzzcocks zu seinen größten musikalischen Einflüssen. Seit einer Kopfverletzung, wo er mit 11 Jahren vom Baum stürzte, wachsen ihm nur noch blaue Haare am Kopf. Bei den beiden Autounfällen im Alter von 19 und 20 mit Murdoc wurde jeweils ein Auge nach innen gedrückt, wodurch sie schwarz erscheinen (ein sogenanntes Hyphaema). Dafür gab Murdoc ihm den Spitznamen „2D“, was für two dents (dt. „zwei Dellen“) steht.
- Russel Hobbs (* 3. Juni 1975 in Brooklyn, New York) ist der Schlagzeuger der Band. Bei einem Drive-by-Shooting absorbierte Russel die Seelen all seiner erschossenen Freunde, was seine Augen gänzlich weiß werden ließ. Nach vier Jahren im Koma wurde er von seinen Eltern zu seinem Schutz nach London geschickt, wo er in einem Plattengeschäft zu arbeiten begann. Eines Tages wurde Russel, der für sein umfassendes Musikwissen bekannt war, von Murdoc überfallen und in die Kong Studios entführt. Da Russel die Musik gefiel, blieb er dort. Der Geist seines besten Freundes Del entfernt sich hin und wieder aus Russels Körper und lieferte unter anderem den Rap für Clint Eastwood und Rock the House.
- Noodle (* 31. Oktober 1990 in Osaka, Japan) ist die Gitarristin der Band. Sie erschien eines Tages in einer FedEx-Kiste vor den Toren der Kong Studios und wurde nach dem ersten Wort, das sie sagte, als sie die Kiste verließ, benannt. Sie ersetzte die eigentlich als Gitarristin vorgesehene Paula Cracker, 2Ds damalige Freundin, welche nach einem Seitensprung mit Murdoc aus der Band geworfen wurde. Wie Noodle später auf einer Reise nach Osaka erfährt, entstammt sie ursprünglich einem Kinder-Militärprogramm. Nach dessen Verbot wurde ihr Gedächtnis gelöscht und sie wurde nach England verschickt.

### Tour-Mitglieder
| Tour                                         | Mitglieder |
| -------------------------------------------- | --- |
| 2001–2002 (Gorillaz Live)                    | - Damon Albarn – Gesang, Melodica - Simon Katz – Gitarre - Junior Dan – Bass (2001) - Roberto Occhipinti – Bass (2002) - Mike Smith – Keyboard - Cass Browne – Schlagzeug - Darren Galea – Turntables                                                                                               |
| 2005–2006 (Demon Days Live)                  | - Damon Albarn – Gesang, Melodica, Klavier - Simon Tong – Gitarre - Simon Jones – Rhythmusgitarre - Morgan Nichols – Bass - Mike Smith – Keyboard - Cass Browne – Schlagzeug - Karl Vanden Bossche – Perkussion - Darren Galea – Turntables                                                         |
| 2010 (Escape to Plastic Beach Tour)          | - Damon Albarn – Gesang, Melodica, Klavier, Akustikgitarre - Jeff Wootton – Gitarre - Simon Tong – Gitarre - Mick Jones – Rhythmusgitarre - Paul Simonon – Bass - Mike Smith – Keyboard - Jesse Hacket – Keyboard - Cass Browne – Schlagzeug, Perkussion - Gabriel Wallace – Schlagzeug, Perkussion |
| 2017–2018 (Humanz Tour and The Now Now Tour) | - Damon Albarn – Gesang, Klavier, Keyboard, Melodica, Gitarre - Jeff Wootton – Gitarre - Seye Adelekan – Bass - Mike Smith – Keyboard - Jesse Hacket – Keyboard - Gabriel Wallace – Schlagzeug - Karl Vanden Bossche – E-Schlagzeug, Perkussion                                                     |
| 2020–2021 (Song Machine Tour)                | - Damon Albarn – Gesang, Klavier, Keyboard, Melodica - Jeff Wootton – Gitarre - Seye Adelekan – Bass - Mike Smith – Keyboard - Jesse Hacket – Keyboard - Femi Koleoso – Schlagzeug - Karl Vanden Bossche – E-Schlagzeug, Perkussion - Remi Kabaka – Perkussion                                      |

## Diskografie
Studioalben

| Jahr | Titel Musiklabel                                          | Höchstplatzierung, Gesamtwochen, AuszeichnungChartplatzierungen (Jahr, Titel, Musiklabel, Platzierungen, Wochen, Auszeichnungen, Anmerkungen) | Höchstplatzierung, Gesamtwochen, AuszeichnungChartplatzierungen (Jahr, Titel, Musiklabel, Platzierungen, Wochen, Auszeichnungen, Anmerkungen) | Höchstplatzierung, Gesamtwochen, AuszeichnungChartplatzierungen (Jahr, Titel, Musiklabel, Platzierungen, Wochen, Auszeichnungen, Anmerkungen) | Höchstplatzierung, Gesamtwochen, AuszeichnungChartplatzierungen (Jahr, Titel, Musiklabel, Platzierungen, Wochen, Auszeichnungen, Anmerkungen) | Höchstplatzierung, Gesamtwochen, AuszeichnungChartplatzierungen (Jahr, Titel, Musiklabel, Platzierungen, Wochen, Auszeichnungen, Anmerkungen) | Anmerkungen                                               |
| Jahr | Titel Musiklabel                                          | DE | AT | CH | UK | US | Anmerkungen                                               |
| ---- | --------------------------------------------------------- | --- | --- | --- | --- | --- | --------------------------------------------------------- |
| 2001 | Gorillaz Parlophone (EMI)                                 | DE3 Gold · (27 Wo.)DE | AT3 Gold · (36 Wo.)AT | CH6 Platin · (39 Wo.)CH | UK3 ×3Dreifachplatin · (82 Wo.)UK | US14 Platin · (43 Wo.)US | Erstveröffentlichung: 26. März 2001 Verkäufe: + 3.298.000 |
| 2005 | Demon Days Parlophone (EMI)                               | DE2 Platin · (45 Wo.)DE | AT3 Platin · (43 Wo.)AT | CH1 Gold · (34 Wo.)CH | UK1 ×6Sechsfachplatin · (78 Wo.)UK | US6 ×2Doppelplatin · (73 Wo.)US | Erstveröffentlichung: 11. Mai 2005 Verkäufe: + 5.140.000  |
| 2010 | Plastic Beach Parlophone (EMI)                            | DE3 Gold · (12 Wo.)DE | AT1 (15 Wo.)AT | CH2 (22 Wo.)CH | UK2 Platin · (31 Wo.)UK | US2 (33 Wo.)US | Erstveröffentlichung: 3. März 2010 Verkäufe: + 677.500    |
| 2010 | The Fall Parlophone (EMI)                                 | DE43 (1 Wo.)DE | AT33 (2 Wo.)AT | CH13 (7 Wo.)CH | UK12 (3 Wo.)UK | US24 (3 Wo.)US | Erstveröffentlichung: 25. Dezember 2010                   |
| 2017 | Humanz Parlophone (WMG)                                   | DE3 (8 Wo.)DE | AT1 (6 Wo.)AT | CH1 (10 Wo.)CH | UK2 Gold · (11 Wo.)UK | US2 (13 Wo.)US | Erstveröffentlichung: 28. April 2017 Verkäufe: + 207.500  |
| 2018 | The Now Now Parlophone (WMG)                              | DE10 (5 Wo.)DE | AT8 (5 Wo.)AT | CH3 (7 Wo.)CH | UK5 Silber · (5 Wo.)UK | US4 (7 Wo.)US | Erstveröffentlichung: 29. Juni 2018 Verkäufe: + 60.000    |
| 2020 | Song Machine: Season One – Strange Timez Parlophone (WMG) | DE9 (3 Wo.)DE | AT9 (2 Wo.)AT | CH8 (3 Wo.)CH | UK2 Silber · (4 Wo.)UK | US12 (3 Wo.)US | Erstveröffentlichung: 23. Oktober 2020 Verkäufe: + 60.000 |
| 2023 | Cracker Island Parlophone (WMG)                           | DE2 (5 Wo.)DE | AT3 (3 Wo.)AT | CH4 (4 Wo.)CH | UK1 Silber · (4 Wo.)UK | US3 (6 Wo.)US | Erstveröffentlichung: 24. Februar 2023 Verkäufe: + 60.000 |

## Filmografie
TV-Auftritte
- 2005: MTV Europe Music Awards: Feel Good Inc. (Live mit De La Soul)
- 2005: MTV Cribs: Gorillaz
- 2006: Grammy Award: Feel Good Inc. & Hung Up (Live mit Madonna)
- 2006: BRIT Awards: Dirty Harry (Live mit Bootie Brown)
- 2006: MTV The Essential: Gorillaz

Filme
- 2001: Charts of Darkness (Mockumentary)
- 2009: Bananaz (Film von Ceri Levy)
- 2019: Gorillaz: Reject False Icons (Dokumentarfilm von Denholm Hewlett)

## Auszeichnungen
Für ihr Werk wurden die Gorillaz mit verschiedenen Auszeichnungen geehrt, darunter ein Grammy im Jahre 2006, bei dem das Lied Feel Good Inc. mit dem Grammy für die beste vokale Pop-Zusammenarbeit ausgezeichnet wurde. In vier weiteren Kategorien waren die Gorillaz außerdem in dem Jahr nominiert. Auch 2011 gab es zwei Nominierungen, jedoch wurde kein Preis gewonnen.
Bei den GQ Awards des gleichnamigen Magazins waren die Gorillaz 2010 als Band des Jahres nominiert und konnten diese Auszeichnung auch gewinnen.
Bei den MTV Video Music Awards 2005 gewann die Band mit dem Video zu Feel Good Inc. in den Kategorien Beste Spezialeffekte und Bestes Experiment. Im Jahr 2001 gab es weitere drei, im Jahr 2010 eine weitere Nominierung. Beim europäischen Ableger, den MTV Europe Music Awards wurden bisher drei Auszeichnungen bei 14 Nominierungen gewonnen. Dabei wurden zwei Auszeichnungen 2001 (Beste Tänze für die Band sowie Bestes Lied für Clint Eastwood) und eine im Jahr 2005 (Beste Gruppe) gewonnen.
Bei den NME Awards wurde bisher eine Prämie gewonnen, als 2006 der Preis für Innovationen gewonnen wurde. Viermal (einmal 2006 und dreimal 2011) ging die Band leer aus.
Drei von sechs Nominierungen führten bei den Q Awards zu Auszeichnungen. 2001 gewann die Band den Preis für das beste Video mit Clint Eastwood und Dan Nakamura war als Bester Produzent nominiert. 2005 wurden die Preise in beiden nominierten Kategorien gewonnen, sowohl in der Kategorie Bestes Video (mit Feel Good Inc.), als auch die Gorillaz und Danger Mouse als beste Produzenten. 2010 gab es zwar zwei weitere Nominierungen, doch weder in der Kategorie Bestes Album (für Plastic Beach) noch im Bereich Bestes Video (für Stylo) konnte ein Preis gewonnen werden.
Weniger Glück hatte die Band bei den BRIT Awards. Bei neun Nominierungen konnte keine einzige Auszeichnungen gewonnen werden. 2002 war die Band sechsmal, 2006 zweimal und 2011 einmal nominiert. Erst im zehnten Anlauf 2018 gewannen sie die Auszeichnung als beste britische Band, im Jahr darauf gingen sie in derselben Kategorie leer aus.